# Helpis risdonica
Helpis risdonica är en spindelart som beskrevs av Zabka 2002. Helpis risdonica ingår i släktet Helpis och familjen hoppspindlar. Inga underarter finns listade i Catalogue of Life.